# Charles G. Atherton
Charles G. Atherton (Amherst, 1804. július 4. – Manchester, 1853. november 15.) az Amerikai Egyesült Államok szenátora (New Hampshire, 1843–1849 és 1853).